# Rügen (Schiff, 1972)
Die Rügen war ein kombiniertes Kraftfahrzeug- und Eisenbahnfährschiff, die zwischen 1972 und 2004 auf der Königslinie (Sassnitz – Trelleborg) und auf der Strecke Sassnitz–Rønne eingesetzt wurde.

## Geschichte
Die Rügen lief am 19. Juni 1971 auf der Rostocker Neptunwerft vom Stapel (Baunummer 121). Sie war, nach der Sassnitz und der Warnemünde, die dritte auf der Werft gebaute Großfähre. Nach ihrer Indienststellung durch die Deutsche Reichsbahn am 15. August 1972 verkehrte sie täglich bis zu sechsmal zwischen Sassnitz und Trelleborg und löste die Sassnitz als Personenhauptfähre ab. Im Sommer 1989 wurde sie durch das neugebaute Fährschiff Sassnitz abgelöst und kam dann vorrangig auf der Route Sassnitz–Rønne zum Einsatz. Ab 1993 fuhr das Schiff für die Deutsche Fährgesellschaft Ostsee auf der gleichen Strecke, ab 1999 für das Nachfolgeunternehmen Scandlines. 
Am 5. Juli 2001 kam es etwa 2,5 Seemeilen vor Erreichen des Trelleborger Hafens zu einem Brand der Hauptschalttafel, welcher von der Mannschaft gelöscht werden konnte. Der Schaden wurde schnell repariert, so dass die Fähre nach einigen Tagen wieder in Dienst ging.
Am 1. November 2004 wurde das Schiff von Scandlines offiziell außer Dienst gestellt. Ab dem 23. November 2004 war sie in Rødbyhavn und ab 10. Februar 2005 in Nakskov aufgelegt. Im Februar 2005 wurde die Rügen in die Vereinigten Arabischen Emirate verkauft, um sie zwischen Dubai und dem Irak einzusetzen. Sie bekam den Namen Regent I, Heimathafen war Wŏnsan in Nordkorea. Am 2. März 2005 verließ sie Nakskov mit Ziel Persischer Golf, wurde aber wegen angeblicher „Marktprobleme“ nach Indien umgeleitet, wo sie am 5. Mai 2005 die Abwrackwerften bei Alang erreichte. Scandlines protestierte dagegen wegen der Arbeitsbedingungen in den dortigen Abwrackwerften. Daher wurde das Schiff vorerst in Dubai aufgelegt. Im November 2005 wurde die Fähre an ein pakistanisches Abwrackunternehmen verkauft und bekam den Namen Beauport I. Am 21. November 2005 begann die Verschrottung bei Gadani.

## Ausstattung
Die Rügen war mit vier elastisch aufgestellten, aufgeladenen 3678-kW-Dieselmotoren des Typs R9V 40/54 von MAN ausgerüstet. Diese waren paarweise mit je einem Doppeluntersetzungsgetriebe verbunden, die eine Zweiwellen-Verstellpropelleranlage antrieben. Die Motoren konnten sowohl vom Maschinenkontrollraum als auch von der Brücke oder dem achteren Steuerhaus gefahren werden. Zusätzlich waren ein Bugruder und zwei Bugstrahlruder vorhanden. Eine Flossenstabilisatoren-Schlingerdämpfungsanlage verminderte die Rollschwingungen. 
Wie die Sassnitz besaß auch die Rügen zwei Fahrzeugdecks. Das untere Deck verfügte über vier Gleise mit einer Gesamtlänge von 480,5 m und konnte 42 Güterwagen aufnehmen. Das obere Deck hatte eine Fläche von 982 m² und fasste 73 PKW oder 12 Lastzüge mit je 18 m Länge. Die Schienenfahrzeuge wurden über eine Heckklappe ein- und ausgefahren, die Straßenfahrzeuge fuhren über eine Rampe am Heck und eine Pforte an der Steuerbordseite ein und aus.
Insgesamt war die Fähre für 1466 Fahrgäste zugelassen. Die Fahrgasträume boten 485 Sitzplätze, außerdem konnten 58 Fahrgäste in Zwei-Bett-Kabinen wohnen. Es gab an Bord einen Speisesalon, eine Cafeteria, einen Lese- und Konferenzraum, einen Salon 1. Klasse, mehrere Veranden sowie eine Ambulanz zur medizinischen Betreuung von Passagieren und Besatzung.